# Light Up the World
Light Up the World il quarto album in studio (il primo natalizio) del gruppo musicale britannico Steps pubblicato nel 2012.

## Tracce
1. History Is Made at Night – 4:12 (Marc Shaiman, Scott Wittman)
2. Overjoyed – 3:40 (Stevie Wonder)
3. It May Be Winter Outside – 3:05 (Barry White, Paul Politi)
4. One Less Bell to Answer – 4:56 (Burt Bacharach, Hal David)
5. A House Is Not a Home – 3:02 (Burt Bacharach, Hal David)
6. Light Up the World – 3:38 (Karl Twigg, Yamit Mamo)
7. When She Loved Me – 3:21 (Randy Newman)
8. Christmas (Baby Please Come Home) (H solo) – 3:04 (Jeff Barry, Ellie Greenwich, Phil Spector)
9. Please Come Home for Christmas (Lee solo) – 2:47 (Charles Brown, Gene Redd)
10. Have Yourself a Merry Little Christmas – 4:16 (Ralph Blane, Hugh Martin)